# 希登谷湖 (加利福尼亞州)
希登谷湖（英語：Hidden Valley Lake）是位於美國加利福尼亞州萊克縣的一個人口普查指定地區。

## 地理
希登谷湖的座標為38°48′29″N 122°33′30″W / 38.80806°N 122.55833°W，而該地最高點為海拔高度363米（即1191英尺）。

## 人口
根據2010年美國人口普查的數據，希登谷湖的面積為25.609平方千米，當中陸地面積為25.211平方千米，而水域面積為0.398平方千米。當地共有人口5579人，而人口密度為每平方千米217人。